# Бондар Іван Калістратович
Іван Калістратович Бондар (29 грудня 1914, с. Соснівка, нині Конотопський район, Сумська область — 16 квітня 1944, поблизу Севастополя, Крим) — підполковник червоної армії учасник радянсько-фінської та німецько-радянської воєн. Герой Радянського Союзу.

## Біографія
Іван Бондар народився 29 грудня 1914 року в селі Соснівка (нині Конотопський район Сумської області України) у селянській родині. Здобув неповну середню освіту, працював у колгоспі. В 1933 році, Бондар був призваний на службу до Червоної Армії. 1937 року він закінчив Київське артилерійське училище. Брав участь у радянсько-фінській війні, за виявлені мужність та героїзм був нагороджений орденом Леніна. З початку Великої Вітчизняної війни — її фронтах. У 1942 році вступив до ВКП(б). Брав участь у Сталінградській битві, звільненні Української РСР та Криму. До квітня 1944 року підполковник Іван Бондар командував артилерією 87-ї стрілецької дивізії 2-ї гвардійської армії 4-го Українського фронту.

## Нагороди та вшанування
Указом Президії Верховної Ради СРСР від 23 травня 1945 року за «мужність та відвагу, виявлені в боях з ворогом, вміле керівництво артилерійськими підрозділами» підполковник Іван Бондар посмертно був удостоєний звання Героя Радянського Союзу. Також був нагороджений двома орденами Леніна та орденом Червоного Прапора.
Одна з вулиць Соснівки названа на честь Івана Бондара. 